# 阿达利比·什哈戈舍夫
阿达利比·柳列维奇·什哈戈舍夫（羅馬化：Adal'bi Lyulevich Shkhagoshev；1967年6月6日—）是俄罗斯政治人物，第五届、第六届、第七届和第八届国家杜马代表。
1991年，什哈戈舍夫开始在卡巴尔达-巴尔卡尔共和国内政部打击有组织犯罪司担任高级侦探。1992年10月1日，什哈戈舍夫在解救人质的行动中失去了双手。事件发生后，他获得了个人勇气勋章。1993年至2001年，什哈戈舍夫担任第一届和第二届卡巴尔达-巴尔卡尔共和国议会代表。2007年12月2日，他当选第五届国家杜马代表。2011年、2016年、2021年连续当选第六届、第七届、第八届国家杜马议员。

## 制裁
什哈戈舍夫于2022年因俄乌战争而受到英国政府制裁。